# Grelsbyn
Grelsbyn is een dorp binnen de Zweedse gemeente Överkalix.
Het dorp ligt op 1 kilometer ten zuidwesten van Överkalix aan de Kalixälven.
Bestuurscentrum: Överkalix (tätort)
Tätort: Vännäsberget · Svartbyn · Tallvik
Småort: Alsån · Boheden · Gyljen · Hedensbyn · Jockfall · Lansjärv · Norra Tallvik · Nybyn
Overig: Grelsbyn · Kälvudden · Lomträsk · Räktjärv · Rödupp